# 加富里區

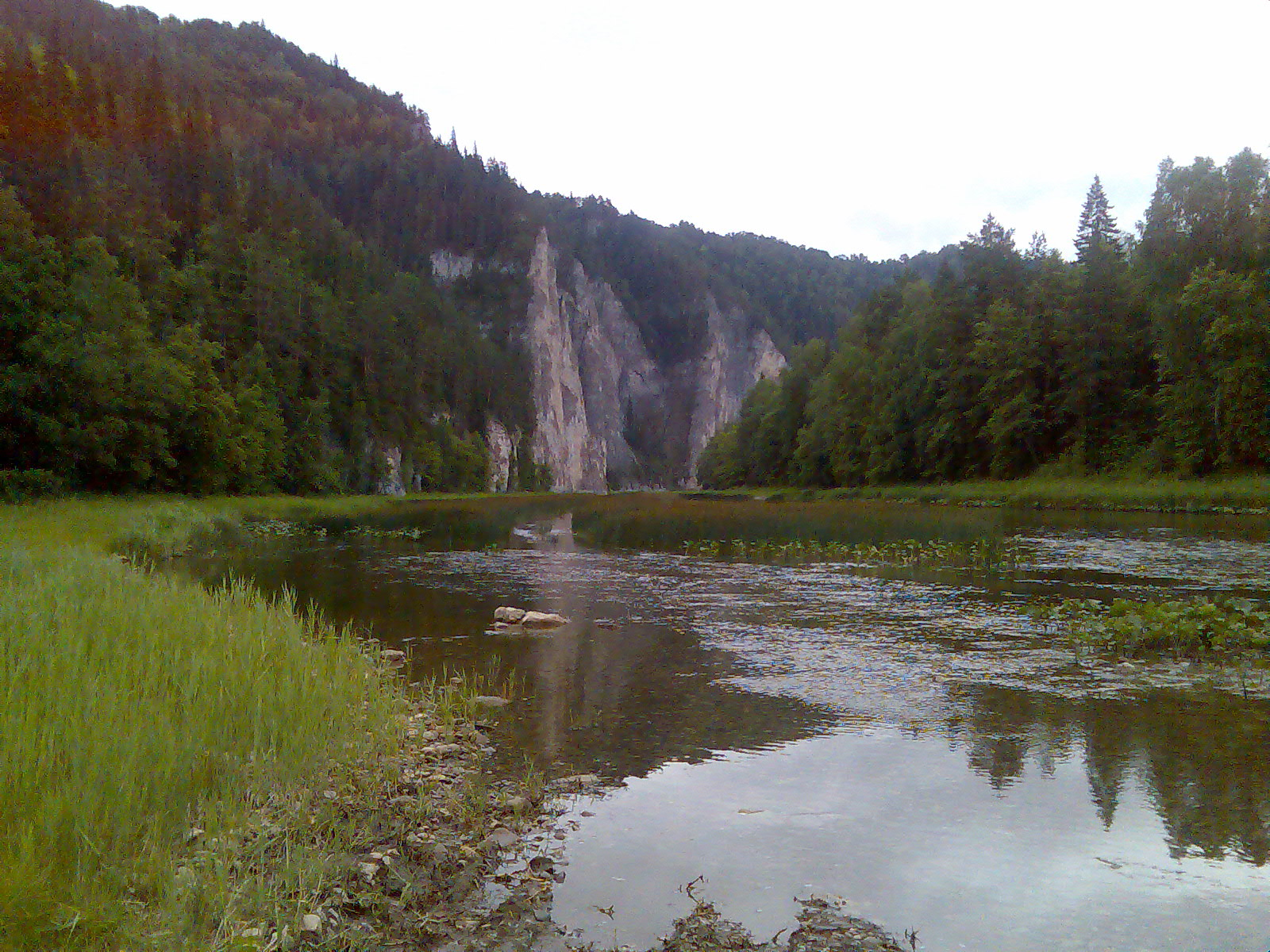

53°54′N 56°28′E / 53.900°N 56.467°E
加富里區（俄语：Гафурийский район），是俄羅斯的一個區，位於該國西南部，由巴什科爾托斯坦共和國負責管轄，始建於1930年，面積3,038平方公里，2010年人口33,869，人口密度每平方公里11.15人。